# Kyčelnice cibulkonosná
Kyčelnice cibulkonosná (Dentaria bulbifera) je lesní bylina z čeledi brukvovitých.

## Synonyma
- Cardamine bulbifera (L.) Crantz

## Popis
Kyčelnice cibulkonosná je 30–60 cm vysoká lesní bylina. Květ je nafialovělý se čtyřmi okvětními lístky, rostlina kvete v dubnu až květnu. Plody kyčelnice, kterými jsou šešule, dozrávají jen zřídka. Hlavním způsobem rozmnožování je tvorba vegetativních pacibulky v paždí listů, které jsou rozšiřovány především do nejbližšího okolí rostliny.

## Stanoviště
Dosud poměrně častý druh na živiny bohatých bučin a převážně stinných, vlhkých lesů, většinou s bukem, dubem a habrem.